# Otto II. von Berg

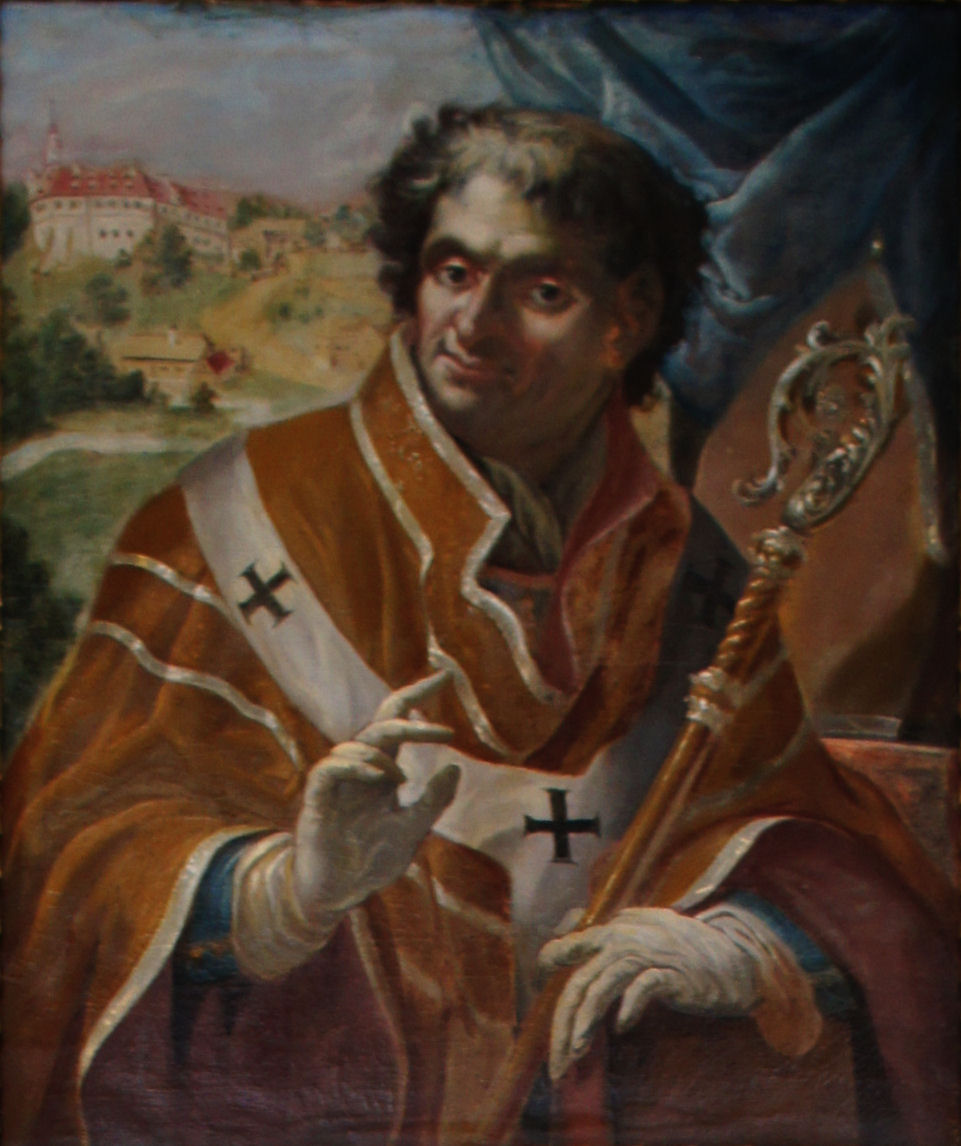
Otto II. von Berg auf einem Gemälde im Fürstengang Freising

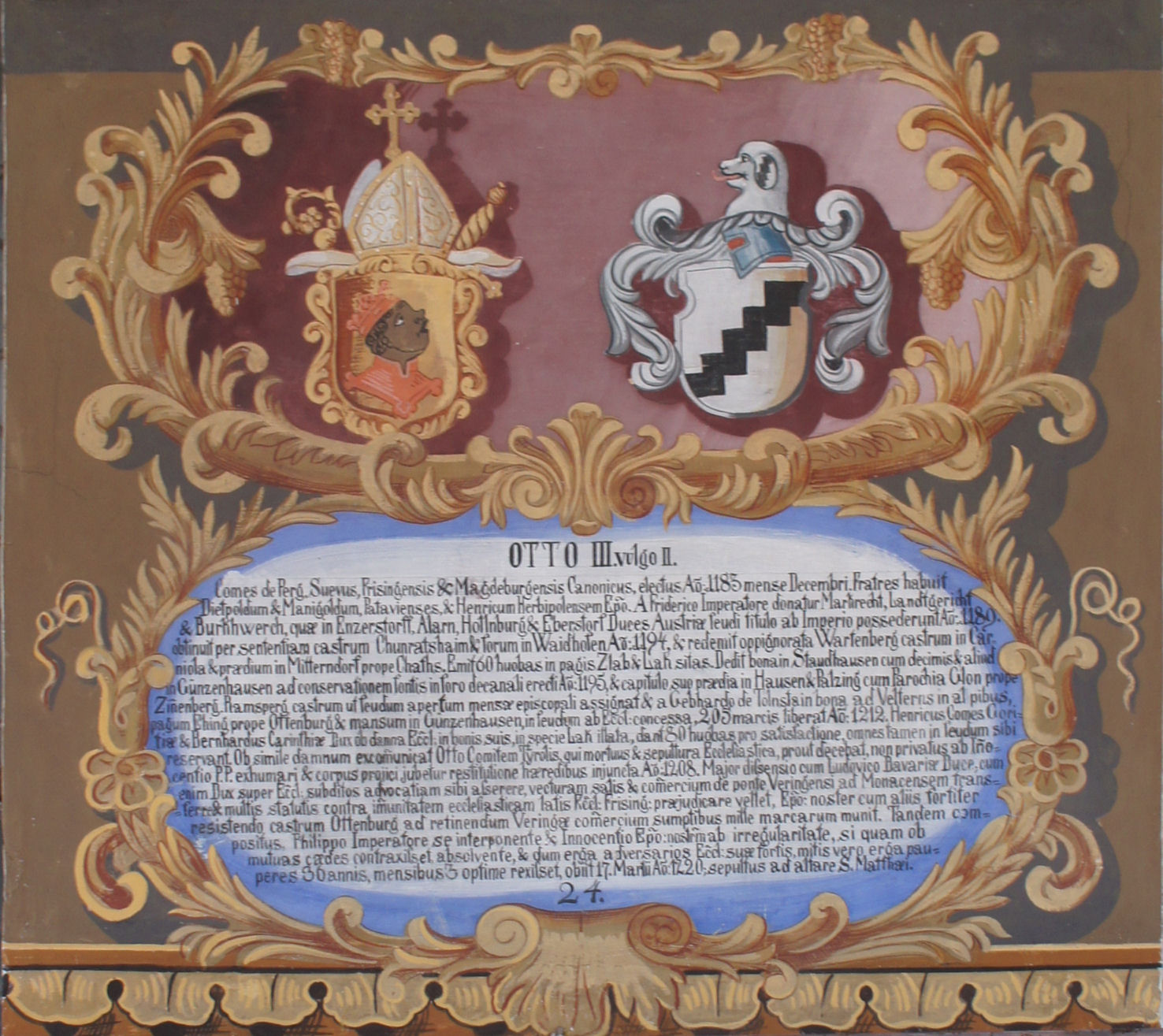
Wappentafel von Otto II. von Berg im Fürstengang Freising

Otto II. von Berg († 17. März 1220) war von 1184 bis 1220 der 24. Bischof von Freising.
Otto von Berg stammt aus dem schwäbischen Grafengeschlecht der von Berg. Sein Vater war Diepold II. Graf von Berg-Schelklingen, seine Mutter Gisela von Andechs-Meranien. Ottos Brüder Heinrich von Berg, Diepold von Berg und Manegold von Berg waren ebenfalls Bischöfe bzw. Äbte. Vor seiner Wahl zum Bischof von Freising war Otto Domherr in Magdeburg. 1189 konnte er Gerichts-, Markt- und Burgrecht für die österreichischen Besitzungen des Bistums erlangen. 1198 bei der Doppelwahl Philipps von Schwaben aus der Dynastie der Staufer und Ottos von Braunschweig aus der Dynastie der Welfen war er erst auf staufischer Seite, ist aber später im Gefolge des Welfen Otto IV. zu finden. 1215 huldigte Otto von Freising Friedrich II.
Otto gilt als Verfasser einer deutschsprachigen Übersetzung der Barlaam-und-Josaphat-Legende nach der lateinischen Vorlage.

## Werke
- Adolf Perdisch (Hrsg.): Der Laubacher Barlaam: eine Dichtung des Bischofs Otto II. von Freising (1184–1220). Litterarischer Verein in Stuttgart, Tübingen 1913. urn:nbn:de:hbz:061:1-13311